# Litwinki (obwód brzeski)
Litwinki (biał. Літвінкі; ros. Литвинки) – wieś na Białorusi, w obwodzie brzeskim, w rejonie kobryńskim, w sielsowiecie Batcze.
Dawniej wieś i majątek ziemski. Należały do ekonomii kobryńskiej. W dwudziestoleciu międzywojennym leżały w Polsce, w województwie poleskim, w powiecie kobryńskim.